# ジェームス・E・ムーア
ジェームス・エドワード・ムーア（James Edward Moore, 1902年11月19日 - 1986年1月28日）は、アメリカの軍人。1957年7月4日から1958年4月30日まで琉球列島高等弁務官を務めた。マサチューセッツ州ニューベッドフォード出身。

## 経歴
1902年11月19日生まれ。1924年に陸軍士官学校を卒業した。
第二次世界大戦中はヨーロッパ戦線に従軍し、ノルマンディー上陸作戦にも参加した。その後、ハワイ南部地区司令官などを歴任した後、1955年に琉球列島高等弁務官の前身である琉球列島民政副長官に就任した。
1957年の高等弁務官制導入により、初代高等弁務官に就任する。当時は軍用地の接収が問題となり、島ぐるみ闘争へと発展していた。そのため、これらの運動を煽動したとして沖縄人民党を弾圧する反共政策を推し進めた。例えば、同党幹部で那覇市長を務めていた瀬長亀次郎を布令改正によって追放したのは典型的なできごとと言える（人民党事件での前科を欠格事項とした）。
1986年1月28日に死去し、アーリントン国立墓地に埋葬された。